# Adamskopf
Der Adamskopf ist ein 1083 m ü. NHN hoher Gipfel in den Bayerischen Voralpen im Isarwinkel. Der Berg befindet sich in der oberbayerischen Gemeinde Lenggries (Landkreis Bad Tölz-Wolfratshausen). In der Nähe befindet sich auch der Sylvensteinspeicher. 
Der Adamskopf erhebt sich mit einem markanten Felsabbruch über dem nördlich gelegenen Schronbachtal, während er im Süden nur durch einen wenig ausgeprägten Sattel vom langgezogenen Falkenberg abgesetzt ist. Der Zustieg kann über die Niedersalm erfolgen.